# Bardes Escler
Bardes Escler (grec medieval: Βάρδας Σκληρός) fou un general romà d'Orient que encapçalà una gran rebel·lió contra l'emperador Basili II a Àsia entre el 976 i el 979. Era fill del noble romà d'Orient Panteri Escler i la seva muller Gregòria, descendent d'un germà de Basili I.
La seva germana, Maria Esclerena, es casà amb Joan I Tsimiscés. En accedir al tron el 969, Joan I el feu general en cap. L'any següent, els rus, massificats a les fronteres de l'imperi, travessaren la serralada dels Balcans sota el comandament del príncep Sviatoslav I. Aliats amb els búlgars, els hongaresos i els petxenegs, els rus devastaren les terres romanes d'Orient fins a Arcadiòpolis. Escler concentrà els seus 12.000 homes a Adrianòpolis i, gràcies a una tàctica ben preparada, atacà i destruí els exèrcits bàrbars un per un. Gairebé 20.000 dels 30.000 soldats bàrbars perderen la vida en aquests combats, mentre que les tropes romanes d'Orient patiren molt poques baixes. Tsimiscés passà a l'ofensiva a Bulgària i en saquejà la capital, Veliki Preslav, ocupada pels rus sota Sviatoslav I des del 969. Restaurà Borís II al tron i obtingué així el suport dels búlgars contra els rus. Seguidament assetjà els rus a Silistra, on Sviatoslav es rendí finalment amb la promesa de no atacar mai més els romans d'Orient. Aleshores, Joan I feu arribar provisions als rus, que s'estaven morint de fam, i renovà l'acord de comerç que hi tenia. Bulgària fou annexada a l'imperi, Borís II empresonat a Constantinoble i el patriarcat búlgar suprimit.
Escler també combaté els àrabs i sufocà la revolta de Bardes Focas el 971.
Tanmateix, després de la mort de Joan I el 976, fou rellevat de les seves funcions al capdavant de les tropes asiàtiques per l'eunuc Basili Lecapè, camarlenc dels joves emperadors Basili II i Constantí VIII.
Escler s'alçà en rebel·lió i, seguit pel seu fill Romà, fou proclamat emperador pels seus soldats. Tots els malcontents d'Àsia s'hi uniren i els àrabs li proporcionaren homes i diners. El camarlenc envià successivament Pere Focas (germà de Bardes), el patrici Joan i el protovestiari Lleó contra Escler, però tots ells foren derrotats i Pere Focas i Joan foren morts, mentre que Lleó fou empresonat. Aleshores, Basili feu tornar Bardes Focas del seu exili a l'illa de Quios i l'envià a combatre Escler.
Durant el setge de Nicea, malgrat que els assetjadors aconseguiren minar i ensorrar una de les torres, el general Manuel Eròtic Comnè dirigí la defensa de la ciutat amb un cert èxit fins que els defensors es trobaren entre l'espasa i la paret per la falta de provisions. Tanmateix, Manuel fou més murri que Escler i, fent-li creure que encara li quedaven muntanyes de blat i que estava valorant la possibilitat d'unir-se a la revolta, l'enganyà perquè deixés marxar els habitants a Constantinoble.
Escler fou finalment derrotat el 979, en combat individual, per Bardes Focas, que havia obtingut l'ajut de David III d'Ibèria, i es veié obligat a cercar refugi entre els àrabs. Si bé en un primer moment fou ben acollit, posteriorment fou posat sota arrest domiciliari. Després de convèncer el califa perquè li confiés presoners cristians per lluitar contra els perses, aconseguí alleugerir els termes de la seva captivitat, cosa que li permeté tornar a l'imperi al capdavant de 3.000 homes. Mentre Escler era a l'exili havien esclatat les hostilitats entre Basili II i Focas, de manera que Escler s'uní a aquest últim el 987. Tanmateix, els dos rebels no es posaren d'acord. Focas fou derrotat i mort per Basili II i el gran príncep Vladímir I de Kíev, mentre que Escler negocià la seva rendició i es retirà a les seves terres, on morí poc després.